# ドランクンタイガー
ドランクンタイガー（Drunken Tiger）は、在米韓国人の男性二人で構成されるヒップホップグループで主に韓国で活動している。

## 経歴
大学生だった彼らはラジオのヒップホップコンテストで会い、休暇中に韓国にしばらく滞在した時に公演を行ったのが関係者の目にとまり、1999年にデビューした。
2009年度Mnet Asian Music Awardsにて、男性歌手賞を受賞する。
五枚目のアルバムからはDJシャインは不参加となり、現在はタイガーJKのみの活動となっている。

## メンバー
- タイガーJK(타이거JK,Tiger JK)
- DJシャイン(DJ샤인,DJ Shine)

### サポートメンバー
- DJ James（2集から参加、DJ(主にスクラッチング)を担当）

## ディスコグラフィ
- 1集　드렁큰타이거（ドランクンタイガー）
- 2集  위대한 탄생（ウィデハンタンセン、偉大なる誕生）
- 3集  The Legend of...
- 4集  뿌리（プリ、源）
- 5集　One is not a lonley word
- 6集　1945開放
- 7集　Sky Is The Limit
- 8集　Feel gHood Muzik -The 8th Wonder-

## 外部サイト
- 公式ウェブサイト （朝鮮語）